# Zoo di Salisburgo
Lo Zoo di Salisburgo (in tedesco: Zoo Salzburg), noto anche come Tiergarten Hellbrunn, è uno zoo situato a Salisburgo, nel Salisburghese, Austria. L'area di 14 ettari fa parte del parco storico del castello di Hellbrunn e confina a sud con il comune di Anif. Lo zoo ospita circa 1500 animali di 150 specie e impiega circa 50 persone. Il numero annuo di visitatori è di circa 400.000. Lo zoo fa parte di diverse associazioni dei parchi faunistici, come WAZA, EAZA, VDZ, OZO.

## Storia

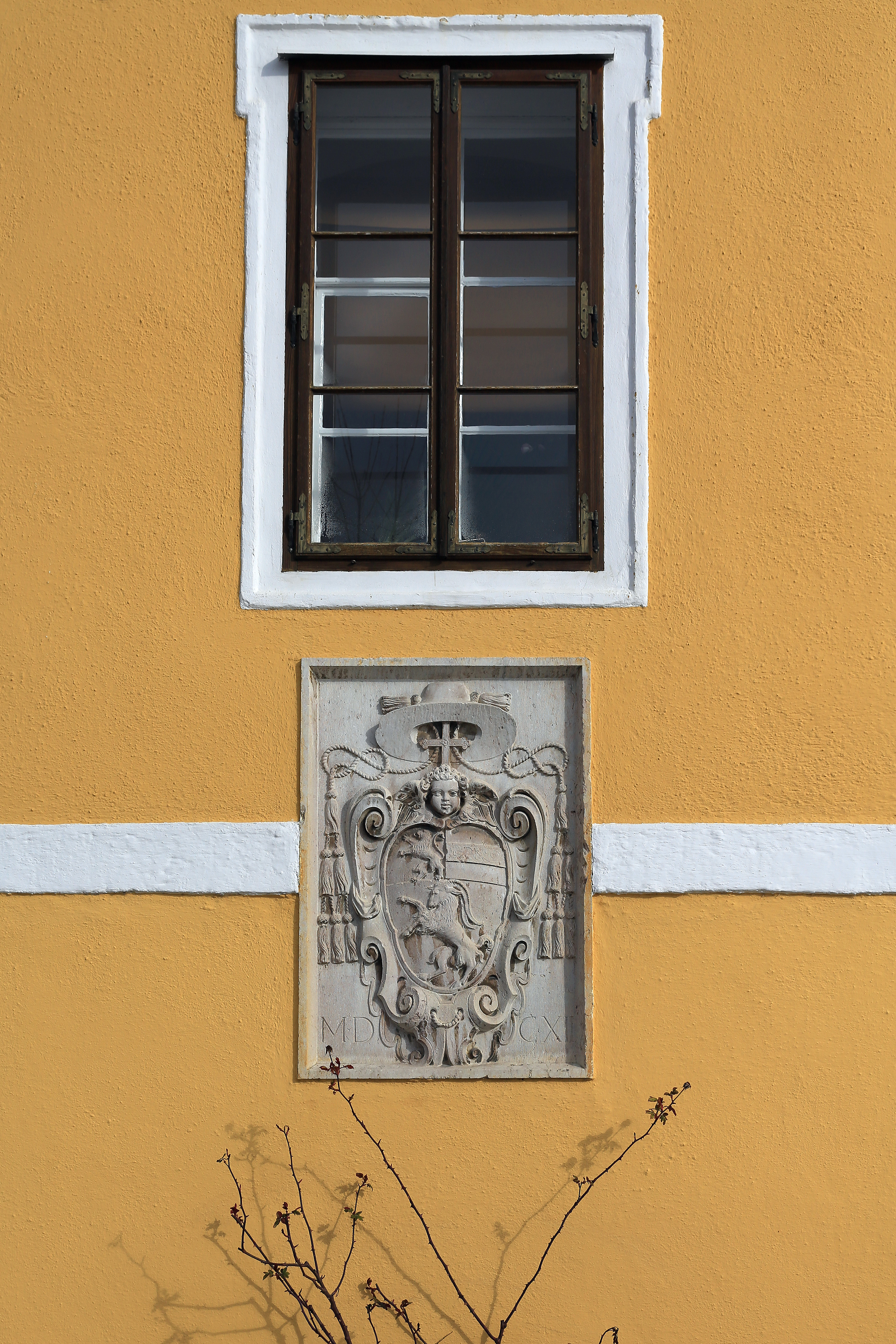
Lo stemma di Markus Sittikus all'ingresso

Nel 1421, viene chiamato un "Peunt pey dem Tirgarten", che nel 1459 era di proprietà di Petrus Erlacher. A quell'epoca lo zoo doveva essere inteso come una riserva di caccia aristocratica. Nel 1479 è menzionato un "Neubruch propte Tiergarten et fontem". Dal 1612, l'arcivescovo di Salisburgo, Markus Sittikus, fece costruire il castello di Hellbrunn con annesso il suo grande parco dotato di giochi d'acqua intorno al monte Hellbrunn, facendo costruire anche un recinto per uccelli a nord del palazzo. L'area venne tuttavia distrutta dopo la caduta dell'arcivescovado di Salisburgo e gli animali selvatici residenti vennero soppressi da un generale francese nel dicembre 1800.
In memoria della storica riserva di caccia, lo zoo venne riaperto ai visitatori il 29 aprile 1961 come "Zoo alpino di Hellbrunn" sotto il patrocinio dello Zoo degli amici di Salisburgo, avvicinando al pubblico la fauna selvatica alpina locale. Lo zoo dovrebbe essere completamente integrato nel giardino del palazzo storico. Nel 1966, Heinrich Windischbauer fondò una colonia di grifoni europei, tutt'ora esistente, che risiede in libertà nell'area circostante e che viene nutrita dallo zoo, divenendo una delle attrazioni più famose dello zoo. Il grifone è originario in particolare dell'Europa meridionale. Nel Parco Nazionale Alti Tauri ogni anno trascorrono l'estate 50-100 grifoni non-riproduttori dalla Croazia, e ci sono stati contatti tra i grifoni di Hellbrunn e quelli del Alti Tauri.
Il 1972 fu un anno di crisi per lo zoo, che venne dichiarato fuorilegge a livello internazionale per aver violato il divieto di importazione degli oranghi. Nel 1976, Friedrich Lacchini assunse la direzione, e la città e lo stato di Salisburgo assicurarono la situazione finanziaria dello zoo. Dopo essersi insediato nel 1990, il successore di Lacchini, Rainer Revers, abbandonò il concetto di zoo di montagna che sarebbe stato integrato nello storico parco del castello e introdusse il concetto di geozoo, separando i propri animali per continenti, una tecnica che viene usata molto negli zoo moderni. Nel 2003, l'ex associazione sponsor Salzburger Tiergarten Hellbrunn è stata trasformata in Zoo Salzburg Gemeinnützige  GmbH, che è per metà proprietà dello stato e per l'altra della città di Salisburgo. Sabine Grebner è amministratore delegato dal 2005.
Nel 2012, lo zoo venne preso di mira per problemi di sicurezza: i ghepardi, e poco dopo una lince, riuscirono a scappare dai loro habitat per due volte di seguito. A causa del pericolo che essi causavano per i visitatori dello zoo, l'ufficio del pubblico ministero ha avviato indagini contro il capo dello zoo. A seguito di questi incidenti vennero investiti 220.000 euro in una conversione a prova di fuga per il recinto dei ghepardo. Quando una femmina di ghepardo riuscì nuovamente a scavalcare le barriere del suo recinto nell'aprile 2014, Sabine Grebner ha dichiarato che non avrebbe prolungato il suo contratto, che scadde alla fine dell'anno. Tuttavia, fece in seguito domanda per il posto e divenendo CEO.
Il 14 ottobre 2021, un giovane pinguino africano, fuggito dal suo habitat il 10 ottobre, venne ritrovato sul marciapiede di una pista ciclabile nei pressi dello zoo.

## Animali e reparti
Lo zoo di Salisburgo, che ora è un geozoo, è un'importante istituzione educativa, collaborando in numerose occasioni con la facoltà di scienze naturali dell'Università di Salisburgo nell'ambito di progetti scientifici. Lo zoo è suddiviso per continenti:

### Europa e Asia

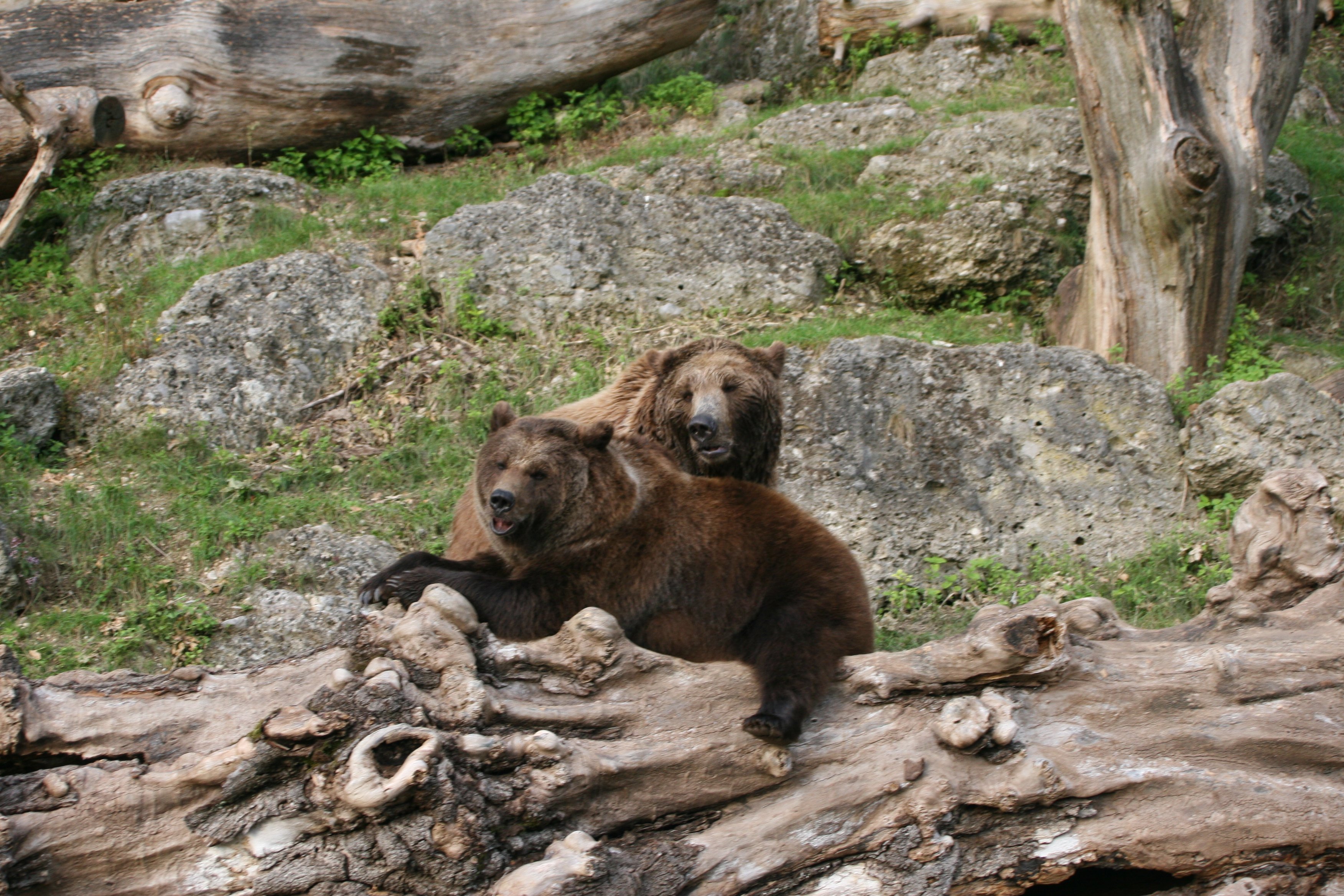
Il recinto dell'orso bruno è classicamente delimitato da un fossato

La parte settentrionale dello zoo è dedicata alla fauna dell'Eurasia. L'habitat per gli stambecchi delle Alpi è stato riprogettato nel 2012, consentendo un contatto più stretto con gli animali. Inoltre, è stato creato un terrario per il colubro liscio e la salamandra pezzata. Gli habitat di ghiottoni, orsi bruni, lontre europe e camosci confinano con il ripido pendio del monte Hellbrunn, fornendo una barriera naturale e rendendo i suddetti habitat più naturali e d'effetto. All'interno del riparo al coperto degli orsi, sono presenti anche degli habitat per il topo domestico e per il ratto comune, in habitat che riflettono un contesto urbano. Quest'area del parco comprende anche gli habitat dei lupi artici e delle renne della foresta finlandese, nonché un'area aperta dove vengono nutriti i grifoni selvatici dello zoo. La favorita del pubblico era la femmina di grifone Gundula, allevata allo zoo alpino di Innsbruck, che arrivò a Salisburgo nel 1979. L'uccello morì all'età di 39 anni nel novembre 2018.
Nell'area dedicata alle specie asiatiche vi sono panda rossi, muntjac cinesi e gibboni dalle mani bianche. La struttura che alloggia queste tre specie è stata ridisegnata tra il dicembre 2013 e il maggio 2015, e la vecchia casa del gibbone è stata sostituita da un nuovo edificio. I recinti per il leopardo delle nevi e la tigre, deceduti nell'autunno 2013, sono ancora nella fila dei vecchi recinti all'aperto dei predatori.
L'area comprende anche un petting zoo, chiamato Zoo dell'Arca, dove vengono tenute principalmente razze in via di estinzione, tra cui il maiale Mangalica, la pecora della foresta, la capra pavone e il pollo della razza Appenzeller dal ciuffo. C'è anche la possibilità di accarezzare alpaca, capre nane africane e pecore del Camerun e dar loro da mangiare mangimi speciali.

### America

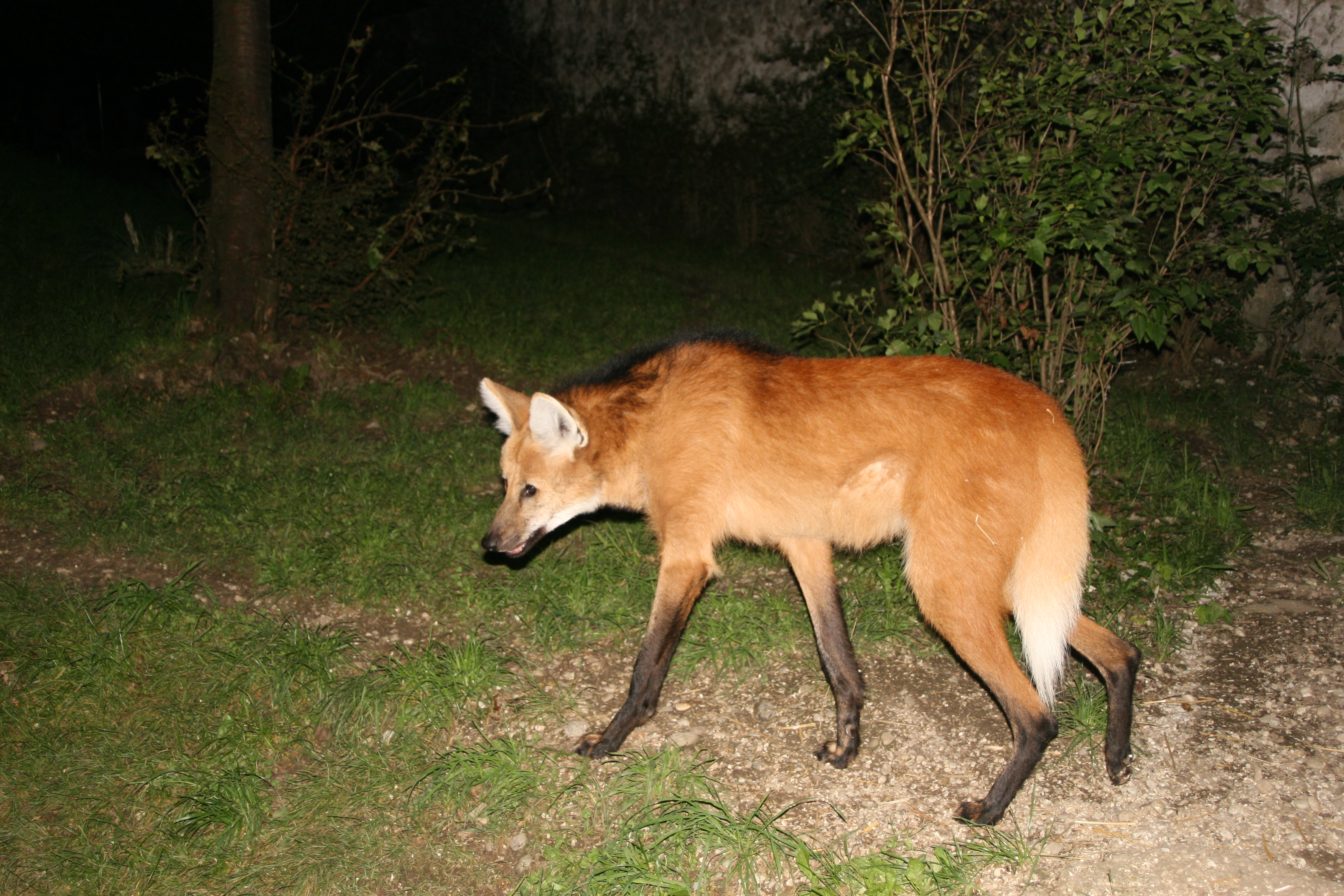
Lo "zoo notturno" in agosto/settembre rende più gratificante l'osservazione di specie notturne come il crisocione

L'area dedicata alla fauna sudamericana comprende il reparto al coperto dei gibbone, la Tropical house e la South America house. La Tropical house è una struttura vetrata che simula una giungla sudamericana in cui animali e visitatori condividono gli stessi spazi, e ospita un gruppo di tamarini edipo, iguane verdi e, dal 2016, una colonia di pipistrelli dalla coda corta di Seba, anch'essi liberi di muoversi all'interno della struttura. La South America house, invece, accoglie in reparti al chiuso diversi piccoli primati, come tamarini edipo, tamarini imperatore, leontocebi dalla testa dorata, uistitì pigmei, saimiri boliviani e cebi dai cornetti. Oltre ai primati, la struttura ospita diversi pesci, anfibi e rettili sudamericani, nonché l'armadillo dalle tre fasce. Dal luglio 2015, il reparto interno dei gibboni, ospita anche un bradipo didattilo.
L'area ospita anche roditori americani come cani della prateria dalla coda nera, marà della Patagonia e capibara. I marà condividono il proprio habitat con gli alpaca e i nandù. Altri rappresentanti del mondo degli uccelli sudamericani sono gli ara aliverdi e i fenicotteri cileni. Con i tapiri sudamericani allevati dal 2011, lo zoo partecipa al programma europeo di allevamento per la loro conservazione. L'area ospita anche i pecari dal collare, dei suini americani rari negli zoo europei. I crisocioni, attualmente, risiedono nel vecchio habitat delle tigri.
Le strutture per i carnivori sudamericani sono state rinnovate nel 2013. Nella nuova struttura al coperto per giaguari e puma, ospitano anche boa constrictor e caimani nani di Schneider. La decorazione delle strutture interne si basa su un paesaggio che imita la giungla sudamericana con strutture che richiamano l'architettura Maya.

### Australia
Il reparto condiviso da emù e wallaby di Bennett situato nell'area sudorientale dello zoo è stata abbandonata. Oggi lo zoo ospita i wallaby parma e alcuni insetti tipici del continente australiano. L'ex recinto delle linci, che durante la fase di ristrutturazione è servito come alloggio temporaneo alternativo per gibboni e scimmie cappuccine, nel 2016, è stato convertito in un recinto pedonale per parrocchetti ondulati e tortore diamantine. L'attenzione qui non è sulla protezione delle specie, ma sull'incontro diretto tra uomo e animali e sull'aspetto della custodia privata adeguata alla specie. La voliera di 180 m² che ospita questi uccelli, dal costo di circa 20.000 euro, è stata finanziata dalle donazioni e dall'associazione degli amici dello zoo.

### Africa

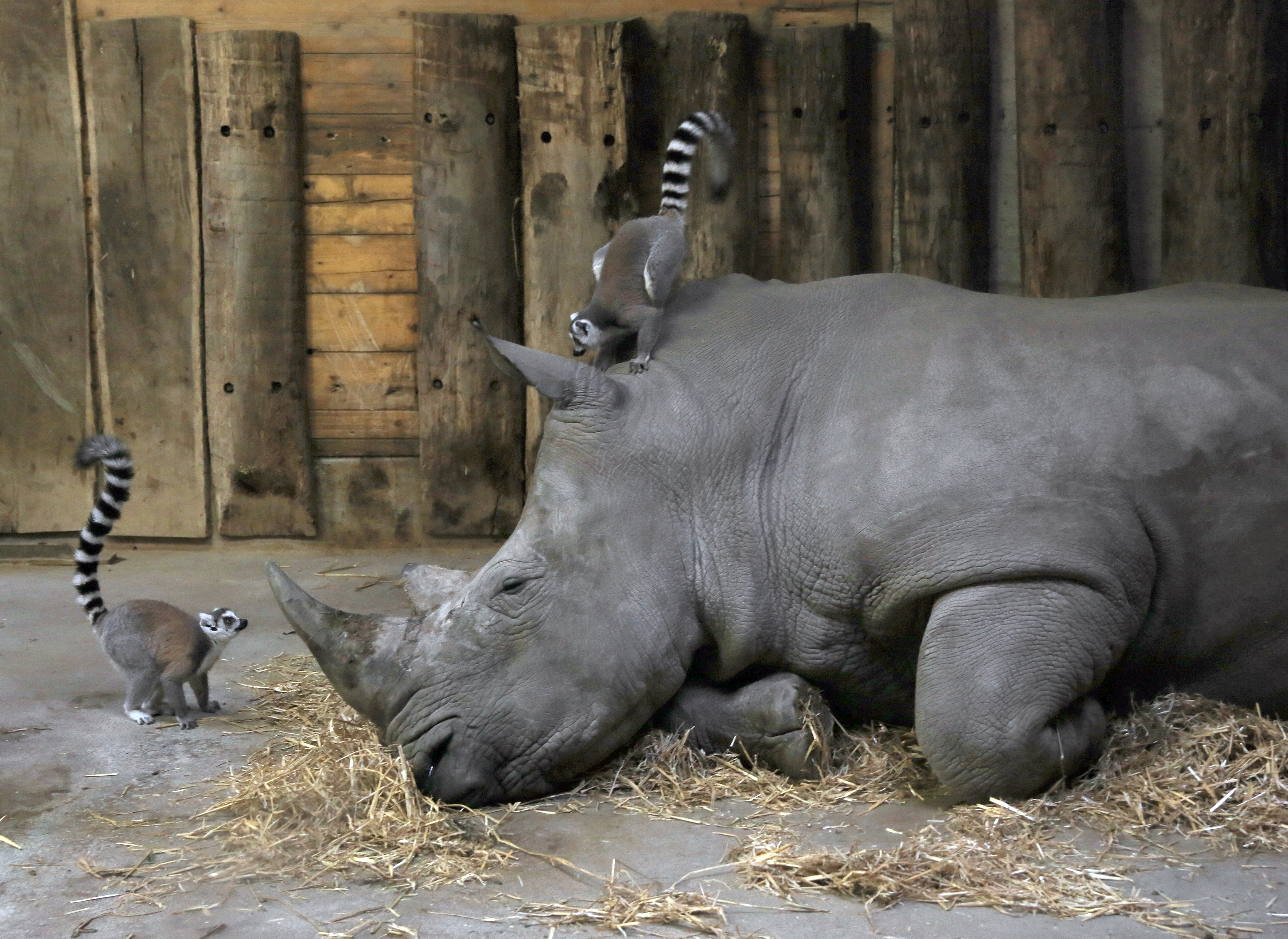
I lemuri dalla coda ad anelli possono muoversi liberamente nello zoo di Salisburgo. Qui insieme ad un rinoceronte bianco.

La sezione africana ospita il più grande habitat dello zoo, l'habitat Savana dove sono ospitati rinoceronti bianchi meridionali, zebre di Grevy, antilopi nere e lichi. Un gruppo di lemuri dalla coda ad anelli, che possono muoversi liberamente nello zoo, si trova solitamente nei pressi del reparto coperto dei rinoceronti. Nell'adiacente Parco ornitologico, attraversato da corsi d'acqua, si possono ammirare pellicani grigi, gru del paradiso, gru coronate nere, faraone e sitatunga. Non tutte le specie presenti nel Parco ornitologico sono native del continente africano, come la gru della Manciuria o le anatre alibianche, allevate allo zoo dal 2017.
Lo zoo di Salisburgo è diventato famoso per il suo recinto dei ghepardi con il suo simulatore di preda, che può viaggiare fino a 60 km/h: un pezzo di carne fresca viene trascinato attraverso il grande recinto con un sollevatore a traino convertito. Questo permette ai ghepardi di mostrare la loro innata velocità, oltre a mantenere attivi i loro istinti predatori. Tuttavia, il sistema non è operativo da molto tempo.
Nel 2010, la nuova area dei leoni è stata ultimata. La struttura è volutamente tenuta bassa. La struttura fornisce un'area al coperto per i leoni da una parte, mentre dall'altra funge da area di osservazione e alloggio al coperto per i cercopitechi diana e i potamocheri che condividono lo stesso habitat. All'interno di questa struttura sono presentati anche esempi di animali provenienti dalle varie zone dell'Africa tropicale, tra cui raganelle vermicolate, gechi diurni, camaleonti pantera, quaglie arlecchino e toporagni elefante dalle orecchie corte. Ci sono anche strutture interne per manguste striate e per testuggini africane. Una voliera per pappagalli cenerini, non più ammodernabile, è stata abbandonata nel 2016 per ampliare il recinto delle tartarughe.
Nel 2019/2020 è stata costruita una struttura di 300 m² per i pinguini africani a nord del rifugio al coperto dei rinoceronti, per 1,3 milioni di euro.
L'ex habitat comune per cammelli e cavalli di Przewalski, che era già fisicamente separato dalla regione dell'Eurasia, è stato trasformato in un "villaggio africano" dopo che i tre cavalli di Przewalski rimasti nel marzo 2017 sono stati spostati nel parco faunistico belga Domaine des grottes de Han. La nuova struttura con animali domestici tipici dell'Africa (bue dei Watussi, asini domestici, capre boere) e istrici è stata inaugurata nel marzo 2018.